# The Sims 4: Мир магии
The Sims 4: Мир магии (англ. The Sims 4: Realm of Magic) — восьмой игровой набор к компьютерной игре The Sims 4. Выход набора состоялся 10 сентября 2019 года на цифровой платформе Origin. Набор добавляет магию, возможность исследовать волшебное измерение и стать волшебником, он также содержит в себе элементы дополнений к предыдущим играм The Sims, таким, как The Sims: Makin’ Magic, «The Sims 2: Переезд в квартиру» и «The Sims 3: Сверхъестественное». Игровой набор создавался с учётом возможности максимальной кастомизации ведьм.
Критики в основном благосклонно отнеслись к расширению, заметив, что оно вполне компенсирует недостаток фантастического/оккультного элемента в The Sims 4, они похвалили показанное с дополнением волшебное карманное измерение, а также оценили факт того, как практика магии может кардинально влиять на геймплей симулятора жизни. Тем не менее ограничение в количестве использованных заклинаний может стать причиной недовольства игрока.

## Игровой процесс
Игровой набор добавляет возможность заниматься магией, которая включает в себя совершение заклинаний, наложение проклятий, владение магической палочкой, «магические состязания», возможность обзавестись фамильяром, варить зелья, летать на метле и прочее. Он также вводит оккультный вид — ведьма/колдун. Её можно создать в редакторе персонажа, или же персонаж может стать ведьмой с помощью заклинания. Простые персонажи не могут заниматься магией. Само волшебство разделено на три вида — «практическая магия», призванная улучшить бытовую жизнь сима, «проказливая магия» предназначенная для пакостничества и «неукротимая магия», владеющий которой может сеять вокруг себя хаос. Помимо волшебства, персонаж может изучать алхимию и варить в ведьмином котле разные волшебные зелья.

Магический рынок из волшебного измерения

Персонаж должен обучаться для возможности использовать магию. У волшебника, помимо основных потребностей имеется шкала заряда энергией. Данная шкала работает по обратному принципу и наполняется по мере использования магии, вместе с этим персонаж наполняется магической энергией и его заклинания более успешны и сильны. Тем не менее, если заряд энергии становится слишком мощным, возрастает и шанс неудачи, полностью наполненная шкала энергии приведёт к внезапному выплеску магической энергии из сима и может даже стать причиной его смерти. Совершив провальное заклинание, сим может подхватить проклятье, которое возможно снять лишь с помощью заклинания или зелья. Волшебнику стоит практиковаться магией вместе со своим фамильяром, который по возможности будет помогать симу в колдовстве или даже спасать его от возможной смерти.
Важную роль в колдовстве играют и ингредиенты с волшебными артефактами, которые сим может добыть разными способами, например на волшебном рынке, в заброшенной оранжерее, или с помощью дуэлей. Таким образом сим может добыть новых фамильяров, кристаллы, волшебные палочки, мётла и прочее.
Данное расширение также интергрировано с другими дополнениями к The Sims 4, например при наличии дополнения «Кошки и Собаки», ведьма может призвать в качестве фамильяра собаку или кошку, которые могут выполнять разного рода задания своего хозяина. При наличии дополнения «На Работу», персонаж может открыть магазин волшебных товаров.
Игровой набор также добавляет два игровых мира, первый из них — Глиммербрук (англ. Glimmerbrook рус. Мерцающий ручей), представляет собой небольшой сельский европейский городок, в котором однако скрыт портал в магическое карманное измерение, представляющее собой летающие скалы, на которых размещены участки. Данный мир содержит в себе тайны волшебства, персонаж может посетить магический рынок, а также обучиться магии у местных жителей и устраивать с ними магические дуэли. Помимо прочего,
Набор также представляет набор одежды и объектов в «волшебном» стиле ар-нуво.

## Создание
Хотя ведьмы, как оккультный вид появлялись уже в дополнениях к предыдущим играм серии The Sims, впервые для The Sims 4 было выпущено расширение, посвящённое исключительно ведьмам. Разработчики объяснили такое решение тем, что хотели тщательно проработать магию. В итоге волшебникам доступны 24 заклинания, 15 зелий и несколько проклятий, их геймплей лучше всего проработан, чем во всех предыдущих играх The Sims. Также особое внимание разработчики уделили кастомизации ведьм, позволяя выбирать для них волшебные палочки, костюмы, мётлы, фамильяров в разном стиле в соответствии со вкусом игрока. Антонию Ромео, один из разработчиков заметил, работая над кастомизацией, создатели хотели, чтобы игрок мог создать, как и ведьму в классическом понимании, так и представителя субкультуры например с мотивами готики или стимпанка, поклонника природы или «крёстную фею».
Работая над предметами и гардеробом для ведьм в оккультном стиле, создатели намеренно избегали чрезмерное использование мрачного, готического стиля, чтобы избежать явных сходств с игровым набором «Вампиры», это касалось также и геймплея в целом. Разработчики уделили особое внимание визуальной составляющей дополнения для изображения карманного измерения и визуальным эффектам магии. SimguruRomeo, один из создателей признался, что создание волшебного, «левитирующего» мира было невероятным опытом для дизайнеров, которые никогда прежде не создавали подобные локации в истории франшизы The Sims. Согласно предыстории волшебного городка, он стал жертвой космического вихря, от полного разрушения которого его спасли три мага, тем не менее вохрь оставил после себя островки в полуразрушенном состоянии. Раньше эти могущественные волшебники, как представители своих волшебных домов соперничали между собой, но им пришлось объединить свои силы из-за необходимости защищать карманное измерение от дальнейшего разрушения. Первый городок Глиммербрук наоборот выглядит, как небольшой стандартный мир, похожий на Гранит Фоллз из игрового набора «В Поход». Решение добавить коллекцию мебели в стиле ар-нуво, разработчики объяснили, что данный стиль лучше всего отражает тему волшебства, а также идею единения с природой. Сама таблица способностей волшебника была создана по образцу таблицы способностей вампиров, проклятья же работают аналогично чертам знаменитостей с дурной славой из дополнения «Путь к Славе».
Разработчики оставили небольшое пасхальное яйцо в виде одного из призраков-NPC из магического рынка, который является камео Джилиян Хэнкок, бывшего дизайнера, входящего в состав команды разработчиков. Другая пасхалка — это один из NPC, гуляющих в Глеммербруке по имени Кирнан Шипка, являющаяся камео одноимённой американской актрисы, известной за свою роль ведьмы в американском сериале «Леденящие душу приключения Сабрины». Сама актриса в своём интервью выражала восхищение по поводу дополнения.

## Анонс и выход
Тема магии была одним из самых востребованных желаний игроков The Sims 4, впервые намёки на тематическое расширение появилось в каталоге «День Стирки» 2018 года выпуска, где в описании некоторых предметов имелась отсылка к магии и гаданиям. Помимо прочего, спекуляции по поводу добавления тематического дополнения подогревалось специальным опросом о возможных будущих расширениях, которые в том числе включали возможный игровой набор, посвящённый ведьмам и магии.
Предстоящий выпуск расширения о магии был официально подтверждён ещё в июне 2019 года в день анонса дополнения «Жизнь на острове».
20 августа был показан тизер игрового набора с изображением «волшебной арки». Официальный анонс расширения состоялся 20 августа 2019 года, вместе с которым был продемонстрирован и трейлер дополнения. Журналист сайта Polygon заметил, что разработчики The Sims 4 сделали за последний год важные шаги в репрезентации оккультных и фантастических элементов, которых так не хватало симуляторе жизни, также журналист поспешил сравнить увиденный мир с Хогвартсом из вселенной романов о Гарри Поттере. Также, аналогии с Гарри Поттером провели журналисты сайтов PCgamesN, Jstationx, GamesRadar и IGN. Представительница сайта Kotaku также заметила значимость магии для The Sims 4 и считает, что вместе с дополнением «Вампиры», оккультный элемент симулятора будет выглядеть мало мальски целым и завершённым.
Выпущенный трейлер набрал более одного миллиона просмотра менее, чем за 18 часов, что фактически сделало его самым ожидаемым пакетом расширения The Sims 4, побив рекорд трейлера дополнения «Кошки и Собаки» и даже трейлер 2013 года оригинальной версии игры.
Выход набора состоялся 10 сентября 2019 года для персональных компьютеров и 15 октября для игровых приставок PlayStation 4 и Xbox One. После релиза, базовые дома, расположенные в Глиммербруке вызвали массовые споры у фанатов, обнаруживших например отсутствие дверей, они обвинили разработчиков в халтурной работе.

## Музыка
Вместе с игровым наборов в The Sims 4 были добавлены ряд композиций в жанре поп и инди.
| №  | Название                    | Автор(ы)     | жанр/звучит в? | Длительность |
| -- | --------------------------- | ------------ | -------------- | ------------ |
| 1. | «Sister»                    | K.Flay       | поп            | 3:23         |
| 2. | «About Work The Dancefloor» | Georgia      | поп            | 3:27         |
| 3. | «Hungry Child»              | Hot Chip     | инди           | 6:02         |
| 4. | «whywhywhy»                 | MisterWives  | инди           | 3:21         |
| 5. | «Explores»                  | The Midnight | инди           | 4:18         |
| 6. | «Bevelsnork»                | Джеймс Иха   | жуткая музыка  | 3:03         |

## Восприятие критикой
| Сводный рейтинг    | Сводный рейтинг |
| Агрегатор          | Оценка          |
| ------------------ | --------------- |
| Metacritic         | 84/100          |
| Иноязычные издания |                 |
| Издание            | Оценка          |
| GamesRadar+        | 9/10            |
| Screen Rant        | 4/5             |
| GameStar           | 7,7/10          |

Игровой набор «Мир Магии» получил в основном положительные отзывы игровых критиков. Представитель сайта Destructoid заметил, что игровой набор привносит баланс в игру The Sims 4, до которого оккультный элемент геймплея был представлен только вампирами. Хотя дополнение едва ли расширяет базовый геймплей игры, как то делает например «Жизнь на Острове», тем не менее оно позволит игроку временно забыть об обыденной жизни сима и погрузится в мир волшебства, пока магия ему не надоест. Критик Screenrant заметил, что фанаты вселенной «Гарри Поттер» будут восхищены дополнением, так как набор «погружает игрока в восхитительный мир колдовства и волшебства», а сама игра The Sims 4 приобретает всё более завершённую форму. Тем не менее ограниченность в использовании магии и риск умереть от магического истощения может разочаровать многих игроков. Рецензент сайта Darkstation заметил, что визуальное великолепие волшебного мира и красочный дизайн коллекции предметов вполне компенсируют устаревшею графику The Sims 4, которой уже исполнилось 5 лет.
Гита Джексон с сайта Kotaku заметила в целом явное сходство «Мира Магии» с игровым набором «Вампиры» с основным отличием того, что новый набор предлагает Волшебное измерение, которое по мнению критика стало «настоящей жемчужиной» игрового набора. Если Глиммербрук слишком посредственен и даже напоминает город-призрак, то волшебное измерение оставляет впечатление оживлённого места. Гита Джексон заметила, что другое преимущество игрового набора — его интеграция с базовой The Sims 4, возможность волшебнику существовать в обыденном немагическом мире и тайно практиковать волшебство. В то же время, многие игровые наборы чувствуют себя изолированными, например «В Поход» или «Приключения в Джунглях», чей контент привязан к нежилым игровым мирам. Похожее мнение оставил и критик Darkstation, заметив, что ни одно расширение к четвёртому симулятору так не кардинально не меняет базовый игровой процесс, как «Мир Магии».
Более сдержанный отзыв оставила представительница сайта Polygon, заметив, что система магии похожа на способности вампиров, однако вампиры приобретали вместе с новыми способностями и недостатки, приобретение же новых навыков практически никак не влияет на мага за исключением того, что злоупотребление магией может стать причиной проклятий и даже убить. Тем не менее критик заметила, что магия действительно полезна для преодоления многих ограничений в игровом процессе и представляет собой фактически узаконенное читерство. На проблему магической перегрузки указала также и критик сайта COGconnected, указав на то, что возможность лишь в ограниченном количестве использовать магию и риск умереть от неё станет самым разочаровывающим моментом для обожателей магии. Противоположную точку зрения выразил рецензент Gamestar, заметив, что риск перезарядки энергией является важным балансом в силе ведьмы, в то время, как балансом для вампиров выступают приобретённые слабости. Даже с этим, по мнению критика, ведьмы стали самым сильным оккультным видом в The Sims 4.
Критик журнала Paste, отдельно выразил разочарование тем, что разработчики решили вместо выпуска полноценного дополнения, посвящённого сразу многим оккультным созданиям, как это было с «The Sims 3: Сверхъестественное», выпускать малые игровые наборы, посвящённые лишь отдельным оккультным созданиям. Критик заметил, что даже через 5 лет после выпуска The Sims 4, по прежнему не предлагает даже малую долю из всех фантастических/оккультных элементов, которые были в The Sims 2 и The Sims 3 и судя по всему, так и никогда не предложит.